# Louis Joseph Lahure
Louis Joseph Lahure, né le 29 décembre 1767 à Mons (Belgique, alors dans les Pays-Bas autrichiens) et mort le 24 octobre 1853 au château de Wavrechain-sous-Faulx (près de Valenciennes, dans le département du Nord), est un général belge. Son nom est inscrit sur le pilier sud de l'arc de triomphe de l'Étoile à Paris.

## Biographie
Ses parents sont Nicolas Lahure et Marie-Thérèse du Buisson.
Il a un frère aîné, Germain Lahure, capitaine d'artillerie (1792), né à Mons le 4 juillet 1763 ; marié à Joséphine Lannec, dont le fils, le général Félix-Corneille Lahure, fixé en Belgique, a reçu le titre héréditaire de baron par décret du roi des Belges du 12 septembre 1871.
Dans l'église de Wavrechain-sous-Faulx, une plaque rappelle le souvenir du général Lahure, qui en 1795, a réussi le célèbre exploit de capturer, avec un corps de cavalerie, la flotte hollandaise emprisonnée au Texel par les glaces.

### Révolution brabançonne
En 1787, il fait ses études à l'Université de Louvain lorsque éclate la révolution brabançonne et il s'engage alors dans les troupes insurrectionnelles belges le 22 septembre 1787. En 1788, il est vice quartier-maître dans le régiment du Hainaut, puis fourrier au régiment d'infanterie du Hainaut, et enfin sous-lieutenant. La révolution étant matée par les forces autrichiennes (l'actuelle Belgique constituait alors les Pays-Bas autrichiens) en 1790, il se réfugie en France à Lille.

### Soldat de la Révolution française
Le comité belge établi à Lille sous la protection de la France, y organise des compagnies, composées surtout de patriotes belges. La guerre ayant été déclarée à l'Autriche en 1792, Lahure vola aux avant-postes à la tête d'un régiment organisé par lui. Le 15 avril 1792, il est lieutenant dans une légion belge (une des nombreuses unités de volontaires étrangers au service de la France créées durant la Révolution), puis passe capitaine le 1er juin 1792.
Le 18 juin 1792 il sert dans les armées du Nord et du Centre sous les ordres du maréchal de France Nicolas de Luckner, et du général Dumouriez à l'attaque de Courtrai, et s'empare d'une pièce de canon.
Du 23 septembre au 8 octobre 1792, dans la même armée, il défend Lille. Il se renferme dans Lille pendant le terrible bombardement de cette ville et rend d'éminents services avec ses tirailleurs belges. Plus tard, fin novembre 1792, il sert le comte de La Bourdonnaye à la prise de la citadelle d'Anvers puis est nommé chef de l'un des bataillons belges, le 9 janvier 1793, après leur réorganisation à Bruxelles.
Le 18 mars 1793 il sert sous les ordres du général français Auguste Picot, marquis de Dampierre, à Neerwinden, victoire autrichienne du maréchal-prince de Saxe-Cobourg. Les 1er et 8 mai 1793, sous les mêmes ordres, il défend Valenciennes des attaques autrichiennes. Le 23 mai 1793, il est à la retraite du camp de Famars au sud de Valenciennes, puis le 8 août 1793, à la retraite du camp de César.
Du 6 au 8 septembre 1793, il sert sous Leclaire et le général Houchard à la reprise de Dunkerque et à la bataille d'Hondschoote, où il se distingue en s'emparant d'une batterie ennemie ; victoire sur les troupes alliées de Frederick, duc d'York et Albany. Le 16 octobre 1793, il sert sous les ordres de Jean-Baptiste Jourdan à la victoire contre les Autrichiens, à Wattignies.
Il se bat bravement en Belgique et en Hollande durant la campagne de 1794-1795, a un cheval tué sous lui à l'attaque de Rousselaer et sauve de l'échafaud un jeune émigré français fait prisonnier, en le faisant évader pendant la nuit.
Le 24 janvier 1794, passé chef du 3e bataillon de chasseurs-tirailleurs belges à l'armée du Nord dont Jean-Charles Pichegru est le général en chef le 5 février suivant, il commande l'avant-garde de la division Souham aux combats de Mouscron le 14 avril. Il occupe la même fonction aux combats de Courtrai le 11 mai 1794, de Tourcoing le 18 mai et de Roulers le 10 juin de la même année.
Il fait 300 prisonniers à Deinze, et le 13 juillet 1794, il s'empare de Malines, puis le 16 septembre suivant, il sert à Boxtel. Il participe au siège de Grave du 28 octobre au 28 décembre 1794.
Puis, toujours à la tête de son bataillon, il entre le premier à Utrecht, à Amsterdam, à Haarlem, passe le Wahal, vis-à-vis le village de Rossune et enlève au pas de charge une redoute renfermant deux mortiers, cinq pièces de gros calibre et une grande quantité de munitions.

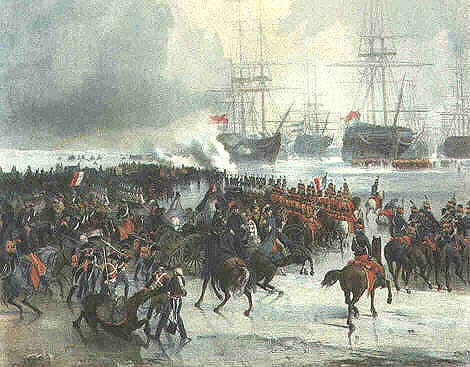
Prise de la flotte anglo-batave, arrêtée par les glaces dans les eaux du Texel pendant l'hiver de 1795. Par Charles Louis Mozin

Le 4 janvier 1795, il franchit le Wahal sur la glace, s'empare d'une redoute à Goilberdingen et enlève Buuren aux Britanniques. Il entre à Utrecht le 17 janvier 1795, il entre à Amsterdam le 20 janvier, et il s'empare de Haarlem le 21 janvier suivant.
Arrivé le 22 janvier 1795 à Alkmaar devant la flotte hollandaise du Helder et quelques bâtiments britanniques qu'y retenaient les glaces du Zuiderzee, il exécute le projet hardi de s'emparer de cette flotte, composée de 14 vaisseaux de guerre et de plusieurs bâtiments marchands ; pendant la nuit, à la tête d'un escadron de hussards du 8e régiment de hussards, il partit après avoir fait monter des tirailleurs en croupe des cavaliers.
Au point du jour, l'escadron chargea avec intrépidité sur la glace, et les tirailleurs s'élancèrent à l'abordage. Les équipages surpris par cet assaut bizarre et inattendu n'essaient pas de résister, et la flotte entière se rend à des hussards. On trouva au Helder une grande quantité de marchandises et plusieurs ballots d'assignats, sans doute faux, que les Britanniques y avaient jetés.
Le 18 nivôse an III il passe chef de la 15e demi-brigade d'infanterie légère, et le 18 juin 1795 il passe à l'armée de Sambre-et-Meuse. Il est nommé chef de brigade le 5 juillet 1795 de la 1re demi-brigade provisoire de tirailleurs, dans la division Grenier.

#### Prusse
Le 6 septembre 1795 il participe à la prise de Dusseldorf, le 30 mars 1796 il passe chef de brigade de la 15e brigade légère employée à la division Bernadotte. En juillet 1796, il sert au blocus de Mayence, puis il est au combat d'Altenkirchen le 19 septembre 1796.

### Campagne d'Italie
- Le 7 janvier 1797, part pour l'armée d'Italie avec la division Bernadotte.
- Le 16 mars 1797, sert au passage du Tagliamento.
- Le 19 mars 1797, il sert à la prise de Gradisca (passage de l'Isongo), il entre le premier dans un fort défendu par 8000 Autrichiens, et est remarqué et mentionné par le général Bonaparte.
- Le 23 mars 1797, occupe les mines d'Idria.
- Le 4 février 1798, passe à la division Rey à l'armée de Rome, pour venger l'assassinat du général Duphot.
- Passe à la brigade de François Christophe Kellermann.
- Est au combat de Civita-Castelanna où il contribue à la défaite de Mack et de l'armée napolitaine ; Mack attaque avec toutes ses forces la division Macdonald qui ne comptait pas 7 000 hommes. La demi-brigade Lahure occupait les avant-postes sur trois points différents ; attaquée par des forces redoutables, elle soutient le choc, et les met dans une déroute complète, en s'emparant de plusieurs pièces de canon et de tous les équipages. Le Directoire écrit à Lahure une lettre de félicitation et lui décerna un sabre d'honneur.
- Le 4 décembre 1798, vainqueur à Rignano.
- Le 18 décembre 1798, sert à Monte Alto.
- Le 23 janvier 1799, participe à la prise de Naples.
- Rappelé en Lombardie au moment de la campagne contre le baron de Kray.
- Les 17 et 19 juin 1799, sert à la bataille de La Trébie ; a la jambe fracassée par une balle, le 19 juin.
- Le 20 juin 1799, transporté à Plaisance, il tombe entre les mains de l'armée russe du général Alexandre Souvorov et est fait prisonnier.
- Le 30 juin 1799, renvoyé en France sur parole par le feld-maréchal autrichien Mélas. Sa convalescence fut longue, il resta estropié et ne prit que peu de part aux guerres de l'Empire.

### Général
- Le 21 juillet 1799, nommé provisoirement général de brigade par Macdonald.
- Le 19 octobre 1799, est confirmé général de brigade par le Directoire exécutif.
- Le 20 décembre 1800, se marie à Anne de Warenghien.
- Le 22 mars 1802 (6 germinal an X), nommé député du département de Jemmapes (Belgique) au Corps législatif, par le Sénat conservateur.
- Le 4 frimaire an XII, reçu chevalier de la Légion d'honneur.
- Promu officier de la Légion d'honneur.
- Le 14 juin 1804 (25 prairial an XII), reçu commandeur de la Légion d'honneur.

### Empire
- Le 20 juillet 1807, passe major général de la 5e légion de réserve à Grenoble.
- Le 3 mars 1809, passe commandant du département du Nord.
- Le 1er mai 1809, passe chef d'état-major de l'armée de l'Escaut (fleuve franco-belge), sous Rampon.
- Le 2 mai 1809, réélu député, jusqu'au 31 décembre 1813.
- Le 23 octobre 1809, reprend le commandement du département du Nord.
- Le 10 avril 1811, fait chevalier de l'Empire.
- Le 22 décembre 1813, fait baron d'Empire avec une dotation qu'il ne toucha jamais.

### Restauration
- Le 6 août 1814, reçu chevalier de l'ordre royal et militaire de Saint-Louis.
- Le 31 août 1814, commande les arrondissements de Douai et Cambrai.
- Le 27 décembre 1814, est naturalisé français.
- Le 15 avril 1815, reprend le commandement du département du Nord.
- Le 3 mai 1815, prend le commandement de la place de Douai.

À la seconde rentrée de Louis XVIII, il brisa son épée en jurant de ne jamais la reprendre. Le général Bourmont lui offrit un commandement qu'il refusa.

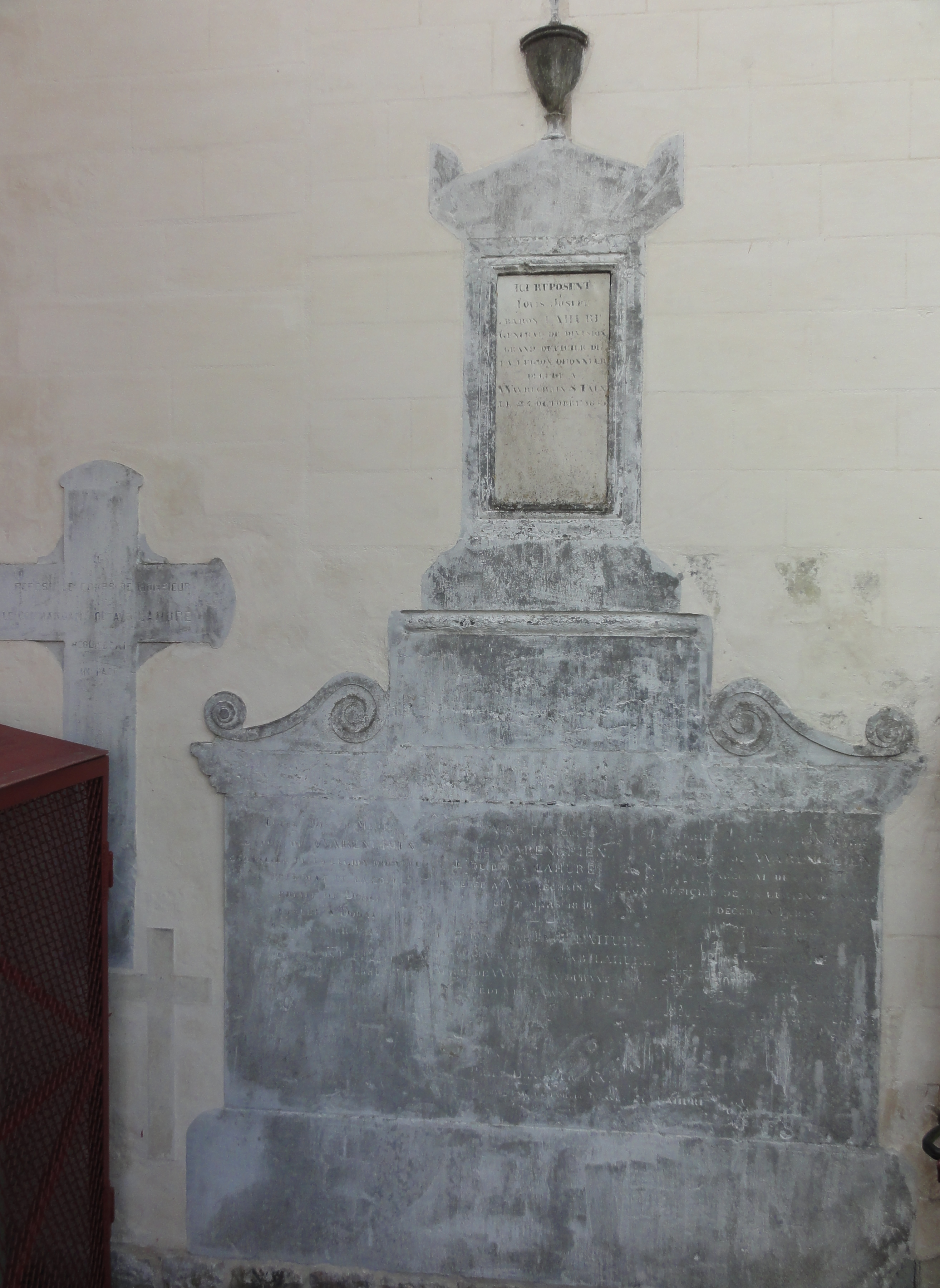
Tombe de Louis Joseph Lahure.

- Le 13 juillet 1815, ne rend Douai que sur ordre exprès de Louis XVIII.
- Le 13 août 1815, est mis en non activité.
- Se retire au château de Wavrechain-sous-Faulx où il étudie la culture de la betterave.
- Le 22 juillet 1818, est fait lieutenant-général.
- Le 1er octobre 1818, est admis à la retraite
- Le 15 août 1830, est remis en activité comme commandant de la 1re subdivision (Nord) de la 16e division militaire.
- Le 7 mars 1831, est mis en état de disponibilité.
- Le 20 mars 1831, passe lieutenant-général titulaire en Belgique.
- Le 23 mars 1831, passe au cadre de réserve.
- Le 29 avril 1833, promu grand officier de la Légion d'honneur.
- Le 19 juin 1834, est réadmis à la retraite.
- Le 15 juin 1842, reçu grand officier de l'ordre de Léopold.
- Le 1er janvier 1853, est relevé de la retraite et admis dans la 2e section de réserve de l'état-major général.
- Le 24 octobre 1853, il meurt en son château de Wavrechain-sous-Faulx, il est inhumé dans le cimetière de l'église Saint-Léger de cette commune.

## Armoiries
| Figure | Blasonnement |
|        | Armes du chevalier Lahure et de l'Empire (lettres patentes du 10 avril 1811). Parti : Au I, d'azur au sabre au pal d'or surmonté d'une hure de sanglier du même, allumée, lampassée et défendue de gueules ; au II, d'or à la tour crénelée de sable ; le tout soutenu d'une champagne de gueules au signe des chevaliers légionnaires. |
|        | Armes du baron Lahure et de l'Empire (lettres patentes du 26 février 1814). Parti : Au I, d'azur au sabre au pal d'or surmonté d'une hure de sanglier du même, allumée, lampassée et défendue de gueules ; au II, d'or à la tour crénelée de trois pièces de sable ; au franc-quartier brochant des barons militaires.                  |

## Descendance
De Louis-Joseph, baron Lahure, marié le 20 décembre 1800 à Anne de Warenghien de Flory (fille de Louis Joseph de Warenghien de Flory) :
I-	Oscar, baron Lahure ; né en 1801, décédé en 1862 ; maire de Wavrechain-sous-Faulx, marié à Émilie Vacher de Tournemire dont :
Emile, baron Lahure, né en 1839, décédé en 1873 ; sans alliance.
II-	Gustave-Napoléon, baron Lahure, colonel d'État Major en France ; Officier de la Légion d'honneur ; né en 1805, décédé à Wavrechin-sous-Faulx, le 28 juillet 1892 ; marié à Juliette Dhaisne, dont :
1° Paul, baron Lahure, maire de Wavrechin, ingénieur civil ; marié en 1869 à Louise Barthélémy, dont :
a)	René, baron Lahure ; 
b)	Jeanne ; mariée, septembre 1892, à Jean Barthélémy Pierre André d'Exea-Doumerc, capitaine d'infanterie ;
c)	Mina
2° N….. Lahure, mariée à Georges Charles Adrien Dupré, colonel de cavalerie, Officier de la Légion d'honneur.
III-	Octave, baron Lahure, colonel d'État Major en France, né en 1809, décédé en 1879 ; sans alliance.
IV-	Achille, baron Lahure, lieutenant d'infanterie ; né en 1811, décédé en Afrique en 1839.
V-	Laure Victorine Lahure, née en 1803, décédée en 1889.
VI-	Félicie Rosamonde Lahure, née en 1807, mariée à Prosper Chartier, industriel de la verrerie.
VII-	Valérie Marie Delphine Cornélie Lahure, née en 1819, mariée en 1835, à François-Joseph Benoist de Laumont.